# Дубоносов, Андрей Ильич
Андре́й Ильи́ч Дубоно́сов (1900 — 1978) — советский государственный деятель.

## Биография
Родился в 1900 году.
В 1918 году работал учеником кровельщика, затем добровольцем вступил в Красную Армию. Член ВКП(б)/КПСС с 1920 года. В 1921 году был направлен в Москву на курсы ВЧК, по окончании которых стал работать в Особом отделе Московской области. Будучи чекистом, поступил на заочное отделение рабфака. Окончив его, перевёлся  на работу в Госбанк СССР и одновременно учился на вечернем отделении Промышленно-экономического института (ныне Государственный университет управления). После его окончания Дубоносов был командирован в 1930 году Госбанком в Харбин — на пост директора Дальбанка. В 1933 году он возглавил Шанхайское отделение банка. В 1934 году вернулся из Китая в Советский Союз.
Летом 1939 года Андрей Ильич Дубоносов был командирован в Лондон для проверки деятельности советской страховой компании, зарегистрированной в Англии — Черноморско-Балтийской страховой компании (Black Sea and Baltic Insurance company). В Москву он вернулся только после окончания Великой Отечественной войны, работая все эти годы в Лондоне управляющим этой страховой компании. В СССР работал в Главном управлении советского имущества за границей. В 1959 году Андрей Ильич снова был назначен в Англию на должность председателя правления в лондонском отделении Московского народного банка. Под его руководством на посту директора банк достиг высоких финансовых результатов. В 1967 году Дубоносов покинул Лондон. В Москве он находился недолго и стал первым председателем советского банка в ФРГ — Ost-West Handelsbank (Франкфурт-на-Майне).
За свою работу трижды был награждён орденом Трудового Красного Знамени.
Умер в 1978 году. Его сын — Леонид — бывший советский разведчик-нелегал, автор книги «Нелегал за океаном» («Консалтбанкир», 2003, ISBN 5851871032).
В РГАЭ имеются документы, относящиеся к Л. А. Дубоносову.